# IV liga polska w piłce nożnej (2024/2025)
IV liga 2024/2025 – 17. edycja rozgrywek piątego poziomu ligowego piłki nożnej mężczyzn w Polsce po reorganizacji lig w 2008. Startowały w nich drużyny grające w 16 grupach systemem kołowym.

## Zasady spadki i awansów
IV liga jest szczeblem regionalnym, pośrednim między rozgrywkami grupowymi (III ligi) i okręgowymi (klasy okręgowej/V ligi).
Mistrzowie grup uzyskają awans do III ligi, natomiast wicemistrzowie grup rozegrają dwustopniowe baraże o awans. Spadać będą z kolei od 2 do 6 drużyn do odpowiedniej grupy klasy okręgowej (w woj. małopolskim, mazowieckim, śląskim i wielkopolskim do V ligi), przy czym liczba ta może zwiększyć się zależnie od liczby drużyn spadających z lig wyższych. Ponadto, w niektórych grupach zostaną zorganizowane baraże o utrzymanie na V szczeblu rozgrywkowym.

## Grupa I (dolnośląska)

### Drużyny
| Uczestnicy poprzedniej edycji                                                                                 | Uczestnicy poprzedniej edycji | Uczestnicy poprzedniej edycji | Uczestnicy poprzedniej edycji |
| --- | ----------------------------- | ----------------------------- | ----------------------------- |
| SŁW | Słowianin Wolibórz            | 2                             |                               |
| BRS | Barycz Sułów                  | 3                             |                               |
| MJO | Moto Jelcz Oława              | 4                             |                               |
| ŻMI | Piast Żmigród                 | 5                             |                               |
| LUB | Łużyce Lubań                  | 6                             |                               |
| CH2 | Chrobry II Głogów             | 7                             |                               |
| GZŁ | Górnik Złotoryja              | 8                             |                               |
| LDZ | Lechia Dzierżoniów            | 9                             |                               |
| PNR | Piast Nowa Ruda               | 10                            |                               |
| PRO | Prochowiczanka Prochowice     | 11                            |                               |
| PŚW | Polonia-Stal Świdnica         | 121                           |                               |
| PŚŚ | Polonia Środa Śląska          | 132                           |                               |
| ISK | Iskra Księginice              | 153                           |                               |
| Awans z klasy okręgowej 2023/2024                                                                             |                               |                               |                               |
| grupa Jelenia Góra                                                                                            |                               |                               |                               |
| ORM | Orzeł Mysłakowice             | 21                            |                               |
| grupa Legnica                                                                                                 |                               |                               |                               |
| GRE | Sparta Grębocice              | 1                             |                               |
| grupa Wałbrzych                                                                                               |                               |                               |                               |
| OZŚ | Orzeł Ząbkowice Śląskie       | 1                             |                               |
| BIE | Bielawianka Bielawa           | 24                            |                               |
| grupa Wrocław                                                                                                 |                               |                               |                               |
| BGA | Błyskawica Gać                | 1                             |                               |
| Oznaczenia: - kolumna pierwsza – skróty nazw drużyn, - kolumna trzecia – miejsce zajęte w poprzednim sezonie. |                               |                               |                               |

Objaśnienia:
1. Apis Jędrzychowice (mistrz grupy jeleniogórskiej) zrezygnował z awansu do IV ligi, w związku z czym awansował Orzeł Mysłakowice, natomiast Polonia-Stal Świdnica uzyskała bezpośrednie utrzymanie w lidze[1].
2. Polonia Środa Śląska wygrała baraże o utrzymanie w IV lidze z Błękitnymi Kościelec.
3. Iskra Księginice wygrała baraże o utrzymanie w IV lidze z MKP Wołów.
4. Bielawianka Bielawa wygrała baraże o awans do IV ligi z Zenitem Międzybórz.

### Tabela
| Lp. | Drużyna                       | M  | Z  | R  | P  | Bramki | Bramki | Różn. | Pkt | Uwagi                       | Bezpośrednio                |
| --- | ----------------------------- | -- | -- | -- | -- | ------ | ------ | ----- | --- | --------------------------- | --------------------------- |
| 1   | Słowianin Wolibórz (M) (A)    | 34 | 29 | 3  | 2  | 104    | 22     | +82   | 90  | Awans do III ligi           |                             |
| 2   | Barycz Sułów (B)              | 34 | 28 | 4  | 2  | 120    | 23     | +97   | 88  | Baraże o III ligę           |                             |
| 3   | Błyskawica Gać                | 34 | 20 | 5  | 9  | 77     | 48     | +29   | 65  |                             | BGA – ŻMI 4:2 ŻMI – BGA 0:2 |
| 4   | Piast Żmigród                 | 34 | 19 | 8  | 7  | 80     | 49     | +31   | 65  |                             | BGA – ŻMI 4:2 ŻMI – BGA 0:2 |
| 5   | Iskra Księginice              | 34 | 15 | 9  | 10 | 66     | 60     | +6    | 54  |                             |                             |
| 6   | Polonia Środa Śląska          | 34 | 15 | 8  | 11 | 72     | 49     | +23   | 53  |                             |                             |
| 7   | Górnik Złotoryja              | 34 | 15 | 6  | 13 | 56     | 59     | −3    | 51  |                             |                             |
| 8   | Moto Jelcz Oława              | 34 | 14 | 8  | 12 | 58     | 54     | +4    | 50  |                             |                             |
| 9   | Chrobry II Głogów             | 34 | 13 | 10 | 11 | 77     | 68     | +9    | 49  | CH2 – LDZ 1:1 LDZ – CH2 2:2 |                             |
| 10  | Lechia Dzierżoniów            | 34 | 13 | 10 | 11 | 43     | 42     | +1    | 49  | CH2 – LDZ 1:1 LDZ – CH2 2:2 |                             |
| 11  | Łużyce Lubań                  | 34 | 13 | 6  | 15 | 66     | 68     | −2    | 45  |                             |                             |
| 12  | Prochowiczanka Prochowice (B) | 34 | 12 | 5  | 17 | 52     | 71     | −19   | 41  | Baraże o utrzymanie         |                             |
| 13  | Piast Nowa Ruda (B)           | 34 | 10 | 7  | 17 | 44     | 61     | −17   | 37  | Baraże o utrzymanie         |                             |
| 14  | Orzeł Ząbkowice Śląskie (B)   | 34 | 10 | 4  | 20 | 57     | 72     | −15   | 34  | Baraże o utrzymanie         |                             |
| 15  | Orzeł Mysłakowice (B)         | 34 | 6  | 12 | 16 | 28     | 55     | −27   | 30  | Baraże o utrzymanie         |                             |
| 16  | Polonia-Stal Świdnica (S)     | 34 | 5  | 8  | 21 | 39     | 81     | −42   | 23  | Spadek do klasy okręgowej   |                             |
| 17  | Bielawianka Bielawa (S)       | 34 | 4  | 6  | 24 | 30     | 94     | −64   | 18  | Spadek do klasy okręgowej   |                             |
| 18  | Sparta Grębocice (S)          | 34 | 3  | 5  | 26 | 29     | 122    | −93   | 14  | Spadek do klasy okręgowej   |                             |

### Baraże o utrzymanie
W barażach o utrzymanie uczestniczyły drużyny z miejsc 12-15 IV ligi i 4 wicemistrzów grup dolnośląskich klasy okręgowej. Zwycięzcy uzyskali możliwość gry w IV lidze w następnym sezonie.
| 18 czerwca 2025 | Orzeł Mysłakowice | 0:1 | AKS Strzegom |  |
| 17:00           |                   |     |              |  |

| 18 czerwca 2025 | Orzeł Marszowice | 1:4 | Orzeł Ząbkowice Śląskie |  |
| 17:00           |                  |     |                         |  |

| 18 czerwca 2025 | Prochowiczanka Prochowice | 1:1 k. 6:5 | Odra Ścinawa |  |
| 17:00           |                           |            |              |  |

| 18 czerwca 2025 | Piast Nowa Ruda | 4:0 | Apis Jędrzychowice |  |
| 17:15           |                 |     |                    |  |

## Grupa II (kujawsko-pomorska)

### Drużyny
| Uczestnicy poprzedniej edycji                                                                                 | Uczestnicy poprzedniej edycji | Uczestnicy poprzedniej edycji | Uczestnicy poprzedniej edycji |
| --- | ----------------------------- | ----------------------------- | ----------------------------- |
| CHE | Chemik Bydgoszcz              | 2                             |                               |
| TŁU | Tłuchovia Tłuchowo            | 3                             |                               |
| STP | Start Pruszcz                 | 4                             |                               |
| CUI | Cuiavia Inowrocław            | 5                             |                               |
| RYP | Lech Rypin                    | 6                             |                               |
| UNW | Unia Wąbrzeźno                | 7                             |                               |
| PGM | Pogoń Mogilno                 | 8                             |                               |
| NŁA | Noteć Łabiszyn                | 9                             |                               |
| PSE | Pomorzanin Serock             | 10                            |                               |
| SPB | Sparta Brodnica               | 11                            |                               |
| OAK | Orlęta Aleksandrów Kujawski   | 12                            |                               |
| PBD | Polonia Bydgoszcz             | 13                            |                               |
| ŁBK | Łokietek Brześć Kujawski      | 14                            |                               |
| Spadek z III ligi 2023/2024                                                                                   |                               |                               |                               |
| grupa II |                               |                               |                               |
| USK | Unia Solec Kujawski           | 17                            |                               |
| Awans z klasy okręgowej 2023/2024                                                                             |                               |                               |                               |
| grupa kujawsko-pomorska I                                                                                     |                               |                               |                               |
| TMR | Tarpan Mrocza                 | 1                             |                               |
| MUS | Mustang Ostaszewo             | 2                             |                               |
| grupa kujawsko-pomorska II                                                                                    |                               |                               |                               |
| KOW | Kujawiak Kowal                | 1                             |                               |
| WDW | Wisła Dobrzyń nad Wisłą       | 2                             |                               |
| Oznaczenia: - kolumna pierwsza – skróty nazw drużyn, - kolumna trzecia – miejsce zajęte w poprzednim sezonie. |                               |                               |                               |

### Tabela
| Lp. | Drużyna                     | M  | Z  | R | P  | Bramki | Bramki | Różn. | Pkt | Uwagi                       | Bezpośrednio              |
| --- | --------------------------- | -- | -- | - | -- | ------ | ------ | ----- | --- | --------------------------- | ------------------------- |
| 1   | Tłuchovia Tłuchowo (M) (A)  | 34 | 25 | 4 | 5  | 131    | 38     | +93   | 79  | Awans do III ligi           |                           |
| 2   | Pogoń Mogilno (B)           | 34 | 25 | 2 | 7  | 91     | 40     | +51   | 77  | Baraże o III ligę           |                           |
| 3   | Unia Solec Kujawski         | 34 | 24 | 3 | 7  | 81     | 35     | +46   | 75  |                             |                           |
| 4   | Chemik Bydgoszcz            | 34 | 23 | 4 | 7  | 107    | 31     | +76   | 73  |                             |                           |
| 5   | Unia Wąbrzeźno              | 34 | 21 | 6 | 7  | 72     | 25     | +47   | 69  |                             |                           |
| 6   | Wisła Dobrzyń nad Wisłą     | 34 | 19 | 4 | 11 | 69     | 48     | +21   | 61  |                             |                           |
| 7   | Cuiavia Inowrocław          | 34 | 16 | 5 | 13 | 77     | 51     | +26   | 53  |                             |                           |
| 8   | Sparta Brodnica             | 34 | 15 | 7 | 12 | 56     | 48     | +8    | 52  |                             |                           |
| 9   | Orlęta Aleksandrów Kujawski | 34 | 13 | 7 | 14 | 50     | 58     | −8    | 46  |                             |                           |
| 10  | Noteć Łabiszyn              | 34 | 12 | 5 | 17 | 57     | 77     | −20   | 41  |                             |                           |
| 11  | Mustang Ostaszewo           | 34 | 12 | 4 | 18 | 55     | 78     | −23   | 40  | MUS – ŁBK 4:1 ŁBK – MUS 2:2 |                           |
| 12  | Łokietek Brześć Kujawski    | 34 | 11 | 7 | 16 | 55     | 78     | −23   | 40  | MUS – ŁBK 4:1 ŁBK – MUS 2:2 |                           |
| 13  | Lech Rypin                  | 34 | 11 | 5 | 18 | 64     | 69     | −5    | 38  |                             |                           |
| 14  | Kujawiak Kowal              | 34 | 10 | 5 | 19 | 48     | 67     | −19   | 35  |                             |                           |
| 15  | Start Pruszcz               | 34 | 9  | 7 | 18 | 56     | 73     | −17   | 34  | STP – PSE 2:0 PSE – STP 1:4 |                           |
| 16  | Pomorzanin Serock (S)       | 34 | 9  | 7 | 18 | 56     | 73     | −17   | 34  | STP – PSE 2:0 PSE – STP 1:4 | Spadek do klasy okręgowej |
| 17  | Polonia Bydgoszcz (S)       | 34 | 4  | 3 | 27 | 41     | 123    | −82   | 15  |                             | Spadek do klasy okręgowej |
| 18  | Tarpan Mrocza (S)           | 34 | 3  | 3 | 28 | 30     | 181    | −151  | 12  |                             | Spadek do klasy okręgowej |

## Grupa III (lubelska)

### Drużyny
| Uczestnicy poprzedniej edycji                                                                                 | Uczestnicy poprzedniej edycji | Uczestnicy poprzedniej edycji | Uczestnicy poprzedniej edycji |
| --- | ----------------------------- | ----------------------------- | ----------------------------- |
| JAL | Janowianka Janów Lubelski     | 2                             |                               |
| KRA | Stal Kraśnik                  | 3                             |                               |
| BIŁ | Łada 1945 Biłgoraj            | 4                             |                               |
| SKR | Start Krasnystaw              | 5                             |                               |
| OLU | Opolanin Opole Lubelskie      | 7                             |                               |
| TTL | Tomasovia Tomaszów Lubelski   | 8                             |                               |
| LUB | Lublinianka Lublin            | 9                             |                               |
| MO2 | Motor II Lublin               | 11                            |                               |
| GRY | Gryf Gmina Zamość             | 12                            |                               |
| HMI | Huragan Międzyrzec Podlaski   | 13                            |                               |
| ŁĘ2 | Górnik II Łęczna              | 141                           |                               |
| GBY | Granit Bychawa                | 162                           |                               |
| Spadek z III ligi 2023/2024                                                                                   |                               |                               |                               |
| grupa IV |                               |                               |                               |
| ORP | Orlęta Radzyń Podlaski        | 17                            |                               |
| Awans z klasy okręgowej 2023/2024                                                                             |                               |                               |                               |
| grupa Chełm                                                                                                   |                               |                               |                               |
| KŁO | Kłos Gmina Chełm              | 1                             |                               |
| grupa Lublin                                                                                                  |                               |                               |                               |
| SYG | Sygnał Lublin                 | 1                             |                               |
| AV2 | Avia II Świdnik               | 23                            |                               |
| grupa Zamość                                                                                                  |                               |                               |                               |
| HET | Hetman Zamość                 | 1                             |                               |
| Oznaczenia: - kolumna pierwsza – skróty nazw drużyn, - kolumna trzecia – miejsce zajęte w poprzednim sezonie. |                               |                               |                               |

Objaśnienia:
1. Lutnia Piszczac oraz Podlasie II Biała Podlaska (2 najwyżej sklasyfikowane drużyny bialskiej klasy okręgowej) zrezygnowały z awansu do IV ligi, w związku z czym utrzymał się Górnik II Łęczna[3].
2. W związku z wolnymi miejscami możliwość utrzymania uzyskały Granit Bychawa, Grom Kąkolewnica i Ogniwo Wierzbica. Ostatecznie jednak z tej możliwości skorzystał tylko Granit Bychawa[4].
3. Avia II Świdnik przegrała w półfinale baraży o awans do IV ligi, jednak ze względu na rezygnację zarówno Huczwa Tyszowce (zwycięzca baraży), jak i Sparta Rejowiec Fabryczny (finalista barażu) z awansu, Avia II Świdnik uzyskała prawo do gry w IV lidze[4].

### Tabela
| Lp. | Drużyna                      | M  | Z  | R | P  | Bramki | Bramki | Różn. | Pkt | Uwagi                     | Bezpośrednio |
| --- | ---------------------------- | -- | -- | - | -- | ------ | ------ | ----- | --- | ------------------------- | ------------ |
| 1   | Stal Kraśnik (M) (A)         | 32 | 26 | 3 | 3  | 90     | 21     | +69   | 81  | Awans do III ligi         |              |
| 2   | Lublinianka Lublin (B)       | 32 | 25 | 2 | 5  | 96     | 42     | +54   | 77  | Baraże o III ligę         |              |
| 3   | Tomasovia Tomaszów Lubelski  | 32 | 21 | 6 | 5  | 99     | 40     | +59   | 69  |                           |              |
| 4   | Łada 1945 Biłgoraj           | 32 | 18 | 9 | 5  | 86     | 32     | +54   | 63  |                           |              |
| 5   | Orlęta Radzyń Podlaski       | 32 | 17 | 8 | 7  | 90     | 44     | +46   | 59  |                           |              |
| 6   | Hetman Zamość                | 32 | 17 | 6 | 9  | 67     | 45     | +22   | 57  |                           |              |
| 7   | Janowianka Janów Lubelski    | 32 | 16 | 4 | 12 | 78     | 52     | +26   | 52  |                           |              |
| 8   | Start Krasnystaw             | 32 | 14 | 3 | 15 | 50     | 49     | +1    | 45  |                           |              |
| 9   | Motor II Lublin              | 32 | 13 | 5 | 14 | 56     | 60     | −4    | 44  |                           |              |
| 10  | Granit Bychawa               | 32 | 13 | 4 | 15 | 52     | 67     | −15   | 43  |                           |              |
| 11  | Huragan Międzyrzec Podlaski  | 32 | 12 | 6 | 14 | 69     | 54     | +15   | 42  |                           |              |
| 12  | Górnik II Łęczna (S)         | 32 | 11 | 7 | 14 | 57     | 62     | −5    | 40  | Spadek do klasy okręgowej |              |
| 13  | Opolanin Opole Lubelskie (S) | 32 | 10 | 5 | 17 | 32     | 74     | −42   | 35  | Spadek do klasy okręgowej |              |
| 14  | Sygnał Lublin (S)            | 32 | 7  | 3 | 22 | 52     | 101    | −49   | 24  | Spadek do klasy okręgowej |              |
| 15  | Avia II Świdnik (S)          | 32 | 6  | 4 | 22 | 36     | 107    | −71   | 22  | Spadek do klasy okręgowej |              |
| 16  | Gryf Gmina Zamość (S)        | 32 | 3  | 6 | 23 | 24     | 93     | −69   | 15  | Spadek do klasy okręgowej |              |
| 17  | Kłos Gmina Chełm (S)         | 32 | 0  | 5 | 27 | 12     | 103    | −91   | 5   | Spadek do klasy okręgowej |              |

## Grupa IV (lubuska)

### Drużyny
| Uczestnicy poprzedniej edycji                                                                                 | Uczestnicy poprzedniej edycji    | Uczestnicy poprzedniej edycji | Uczestnicy poprzedniej edycji |
| --- | -------------------------------- | ----------------------------- | ----------------------------- |
| ILR | Ilanka Rzepin                    | 2                             |                               |
| DRE | Lubuszanin Drezdenko             | 3                             |                               |
| ZBĄ | Syrena Zbąszynek                 | 4                             |                               |
| SJA | Stal Jasień                      | 5                             |                               |
| POG | Pogoń Świebodzin                 | 6                             |                               |
| ONI | Odra Nietków                     | 7                             |                               |
| LZ2 | Lechia II Zielona Góra           | 8                             |                               |
| CŻA | Czarni Żagań                     | 9                             |                               |
| DPR | Dąb Przybyszów                   | 10                            |                               |
| SPR | Sprotavia Szprotawa              | 11                            |                               |
| PRŻ | Promień Żary                     | 12                            |                               |
| GW2 | Warta II Gorzów Wielkopolski     | 131                           |                               |
| SKW | Pogoń Skwierzyna                 | 151                           |                               |
| SSU | Stal Sulęcin                     | 162                           |                               |
| Awans z klasy okręgowej 2023/2024                                                                             |                                  |                               |                               |
| grupa Gorzów Wielkopolski                                                                                     |                                  |                               |                               |
| SG2 | KS Stilon II Gorzów Wielkopolski | 1                             |                               |
| CWI | Czarni Witnica                   | 2                             |                               |
| grupa Zielona Góra                                                                                            |                                  |                               |                               |
| DOZ | Dozamet Nowa Sól                 | 1                             |                               |
| VSZ | Victoria Szczaniec               | 2                             |                               |
| Oznaczenia: - kolumna pierwsza – skróty nazw drużyn, - kolumna trzecia – miejsce zajęte w poprzednim sezonie. |                                  |                               |                               |

Objaśnienia:
1. Warta II Gorzów Wielkopolski została relegowana do klasy okręgowej ze względu na spadek pierwszej drużyny z III ligi, w związku z czym w lidze utrzymał się Pogoń Skwierzyna. Ostatecznie jednak, ze względu na dodatkowe utrzymanie pierwszego zespołu w III lidze, Warta II Gorzów Wielkopolski pozostała w IV lidze.
2. Meprozet Stare Kurowo wycofał się po zakończeniu sezonu, w związku z czym utrzymała się Stal Sulęcin[5].

### Tabela
| Lp. | Drużyna                               | M  | Z  | R | P  | Bramki | Bramki | Różn. | Pkt | Uwagi                       | Bezpośrednio              |
| --- | ------------------------------------- | -- | -- | - | -- | ------ | ------ | ----- | --- | --------------------------- | ------------------------- |
| 1   | Stal Jasień (M) (A)                   | 34 | 27 | 3 | 4  | 89     | 35     | +54   | 84  | Awans do III ligi           |                           |
| 2   | Syrena Zbąszynek (B)                  | 34 | 20 | 7 | 7  | 76     | 46     | +30   | 67  | Baraże o III ligę           |                           |
| 3   | Pogoń Skwierzyna                      | 34 | 20 | 4 | 10 | 83     | 46     | +37   | 64  |                             |                           |
| 4   | Lechia II Zielona Góra                | 34 | 17 | 6 | 11 | 68     | 51     | +17   | 57  |                             |                           |
| 5   | Odra Nietków                          | 34 | 17 | 5 | 12 | 52     | 46     | +6    | 56  |                             |                           |
| 6   | Dozamet Nowa Sól                      | 34 | 16 | 7 | 11 | 80     | 54     | +26   | 55  |                             |                           |
| 7   | Pogoń Świebodzin                      | 34 | 15 | 6 | 13 | 53     | 45     | +8    | 51  | POG – SG2 3:1 SG2 – POG 2:2 |                           |
| 8   | KS Stilon II Gorzów Wielkopolski1 (S) | 34 | 16 | 3 | 15 | 72     | 69     | +3    | 51  | POG – SG2 3:1 SG2 – POG 2:2 | Spadek do klasy okręgowej |
| 9   | Ilanka Rzepin                         | 34 | 15 | 4 | 15 | 75     | 67     | +8    | 49  |                             |                           |
| 10  | Sprotavia Szprotawa                   | 34 | 13 | 9 | 12 | 56     | 55     | +1    | 48  |                             |                           |
| 11  | Czarni Żagań                          | 34 | 13 | 6 | 15 | 49     | 54     | −5    | 45  |                             |                           |
| 12  | Victoria Szczaniec                    | 34 | 13 | 5 | 16 | 43     | 65     | −22   | 44  |                             |                           |
| 13  | Stal Sulęcin1                         | 34 | 12 | 6 | 16 | 54     | 70     | −16   | 42  |                             |                           |
| 14  | Dąb Przybyszów (S)                    | 34 | 13 | 2 | 19 | 62     | 84     | −22   | 41  | Spadek do klasy okręgowej   |                           |
| 15  | Warta II Gorzów Wielkopolski (S)      | 34 | 13 | 1 | 20 | 51     | 68     | −17   | 40  | Spadek do klasy okręgowej   |                           |
| 16  | Promień Żary (S)                      | 34 | 10 | 6 | 18 | 43     | 65     | −22   | 36  | Spadek do klasy okręgowej   |                           |
| 17  | Lubuszanin Drezdenko (S)              | 34 | 10 | 3 | 21 | 44     | 66     | −22   | 33  | Spadek do klasy okręgowej   |                           |
| 18  | Czarni Witnica (S)                    | 34 | 1  | 7 | 26 | 26     | 90     | −64   | 10  | Spadek do klasy okręgowej   |                           |

## Grupa V (łódzka)

### Drużyny
| Uczestnicy poprzedniej edycji                                                                                 | Uczestnicy poprzedniej edycji | Uczestnicy poprzedniej edycji | Uczestnicy poprzedniej edycji |
| --- | ----------------------------- | ----------------------------- | ----------------------------- |
| WI2 | Widzew II Łódź                | 2                             |                               |
| RKS | RKS Radomsko                  | 3                             |                               |
| PPT | Polonia Piotrków Trybunalski  | 4                             |                               |
| AKS | AKS SMS Łódź                  | 5                             |                               |
| CER | Ceramika Opoczno              | 6                             |                               |
| ORB | Orkan Buczek                  | 7                             |                               |
| KUT | KS Kutno                      | 8                             |                               |
| ZWY | Zryw Wygoda                   | 9                             |                               |
| ŁK3 | ŁKS III Łódź                  | 10                            |                               |
| BRZ | Start Brzeziny                | 11                            |                               |
| STR | Zjednoczeni Stryków           | 12                            |                               |
| OMG | Omega Kleszczów               | 13                            |                               |
| WDZ | Warta Działoszyn              | 14                            |                               |
| SSU | Skalnik Sulejów               | 15                            |                               |
| Awans z klasy okręgowej 2023/2024                                                                             |                               |                               |                               |
| grupa Łódź |                               |                               |                               |
| POD | Ner Poddębice                 | 1                             |                               |
| grupa Piotrków Trybunalski                                                                                    |                               |                               |                               |
| RZG | Zawisza Rzgów                 | 1                             |                               |
| grupa Sieradz                                                                                                 |                               |                               |                               |
| WWI | WKS 1957 Wieluń               | 1                             |                               |
| grupa Skierniewice                                                                                            |                               |                               |                               |
| ONI | Orzeł Nieborów                | 1                             |                               |
| Oznaczenia: - kolumna pierwsza – skróty nazw drużyn, - kolumna trzecia – miejsce zajęte w poprzednim sezonie. |                               |                               |                               |

Objaśnienia:
1. Orzeł Nieborów wycofał się po rundzie jesiennej.

### Tabela
| Lp. | Drużyna                      | M  | Z  | R  | P  | Bramki | Bramki | Różn. | Pkt | Uwagi                                                         | Bezpośrednio              |
| --- | ---------------------------- | -- | -- | -- | -- | ------ | ------ | ----- | --- | ------------------------------------------------------------- | ------------------------- |
| 1   | Widzew II Łódź (M) (A)       | 34 | 29 | 3  | 2  | 132    | 32     | +100  | 90  | Awans do III ligi                                             |                           |
| 2   | RKS Radomsko (B)             | 34 | 23 | 3  | 8  | 84     | 38     | +46   | 72  | Baraże o III ligę                                             |                           |
| 3   | AKS SMS Łódź                 | 34 | 18 | 9  | 7  | 64     | 41     | +23   | 63  |                                                               |                           |
| 4   | Omega Kleszczów              | 34 | 14 | 12 | 8  | 62     | 49     | +13   | 54  | OMG – STR 2:1 STR – OMG 2:1                                   |                           |
| 5   | Zjednoczeni Stryków          | 34 | 17 | 3  | 14 | 62     | 55     | +7    | 54  | OMG – STR 2:1 STR – OMG 2:1                                   |                           |
| 6   | ŁKS III Łódź                 | 34 | 16 | 5  | 13 | 71     | 62     | +9    | 53  |                                                               |                           |
| 7   | Ceramika Opoczno             | 34 | 16 | 4  | 14 | 64     | 54     | +10   | 52  | CER: 9 pkt, różn. +4 PPT: 4 pkt, różn. 0 ORB: 4 pkt, różn. -4 |                           |
| 8   | Polonia Piotrków Trybunalski | 34 | 15 | 7  | 12 | 70     | 55     | +15   | 52  | CER: 9 pkt, różn. +4 PPT: 4 pkt, różn. 0 ORB: 4 pkt, różn. -4 |                           |
| 9   | Orkan Buczek                 | 34 | 15 | 7  | 12 | 60     | 55     | +5    | 52  | CER: 9 pkt, różn. +4 PPT: 4 pkt, różn. 0 ORB: 4 pkt, różn. -4 |                           |
| 10  | Ner Poddębice                | 34 | 15 | 6  | 13 | 57     | 54     | +3    | 51  | POD – ZWY 2:0 ZWY– POD 2:1                                    |                           |
| 11  | Zryw Wygoda                  | 34 | 15 | 6  | 13 | 60     | 49     | +11   | 51  | POD – ZWY 2:0 ZWY– POD 2:1                                    |                           |
| 12  | KS Kutno                     | 34 | 13 | 10 | 11 | 74     | 64     | +10   | 49  | KUT – SSU 3:1 SSU – KUT 3:3                                   |                           |
| 13  | Skalnik Sulejów (S)          | 34 | 14 | 7  | 13 | 58     | 49     | +9    | 49  | KUT – SSU 3:1 SSU – KUT 3:3                                   | Spadek do klasy okręgowej |
| 14  | WKS 1957 Wieluń (S)          | 34 | 14 | 5  | 15 | 59     | 66     | −7    | 47  |                                                               | Spadek do klasy okręgowej |
| 15  | Zawisza Rzgów (S)            | 34 | 10 | 5  | 19 | 57     | 80     | −23   | 35  |                                                               | Spadek do klasy okręgowej |
| 16  | Warta Działoszyn (S)         | 34 | 5  | 5  | 24 | 39     | 112    | −73   | 20  |                                                               | Spadek do klasy okręgowej |
| 17  | Start Brzeziny (S)           | 34 | 4  | 4  | 26 | 33     | 103    | −70   | 16  |                                                               | Spadek do klasy okręgowej |
| 18  | Orzeł Nieborów1              | 34 | 1  | 3  | 30 | 20     | 108    | −88   | 6   | Drużyna wycofana                                              |                           |

## Grupa VI (małopolska)

### Drużyny
| Uczestnicy poprzedniej edycji                                                                                 | Uczestnicy poprzedniej edycji     | Uczestnicy poprzedniej edycji | Uczestnicy poprzedniej edycji |
| --- | --------------------------------- | ----------------------------- | ----------------------------- |
| LJA | LKS Jawiszowice                   | 2                             |                               |
| ORY | Orzeł Ryczów                      | 3                             |                               |
| BOC | Bocheński KS                      | 4                             |                               |
| BES | Beskid Andrychów                  | 5                             |                               |
| DAL | Dalin Myślenice                   | 6                             |                               |
| MAN | Lubań Maniowy                     | 7                             |                               |
| LIM | Limanovia Limanowa                | 8                             |                               |
| BB2 | Bruk-Bet Termalica II Nieciecza   | 10                            |                               |
| PMU | Poprad Muszyna                    | 11                            |                               |
| BTA | Watra Białka Tatrzańska           | 12                            |                               |
| WWR | Wolania Wola Rzędzińska           | 13                            |                               |
| GOR | Glinik Gorlice                    | 14                            |                               |
| KZE | Kalwarianka Kalwaria Zebrzydowska | 151                           |                               |
| TRZ | MKS Trzebinia                     | 162                           |                               |
| Awans z V ligi 2023/2024                                                                                      |                                   |                               |                               |
| grupa małopolska wschodnia                                                                                    |                                   |                               |                               |
| PBI | Podhalanin Biecz                  | 13,5                          |                               |
| SSŁ | Sokół Słopnice                    | 2                             |                               |
| grupa małopolska zachodnia                                                                                    |                                   |                               |                               |
| WI2 | Wieczysta II Kraków               | 1                             |                               |
| PCI | Pcimianka Pcim                    | 2                             |                               |
| Oznaczenia: - kolumna pierwsza – skróty nazw drużyn, - kolumna trzecia – miejsce zajęte w poprzednim sezonie. |                                   |                               |                               |

| Uczestnicy dołączeni do ligi | Uczestnicy dołączeni do ligi |
| ---------------------------- | ---------------------------- |
| Cracovia II                  | -4                           |

Objaśnienia:
1. Barciczanka Barcice wycofała się po zakończeniu sezonu, w związku z czym utrzymała się Kalwarianka Kalwaria Zebrzydowska[6].
2. Ze względu na dodatkowe utrzymanie Unii Tarnów w III lidze, w IV lidze utrzymał się MKS Trzebinia[7].
3. KS Biecz zmienił nazwę przed sezonem na Podhalanin Biecz.
4. Cracovia II została dokooptowana do rozgrywek[8].
5. Podhalanin Biecz wycofał się po rundzie jesiennej.

### Tabela
| Lp. | Drużyna                             | M  | Z  | R | P  | Bramki | Bramki | Różn. | Pkt | Uwagi                                                          | Bezpośrednio                                                  |
| --- | ----------------------------------- | -- | -- | - | -- | ------ | ------ | ----- | --- | -------------------------------------------------------------- | ------------------------------------------------------------- |
| 1   | Cracovia II (M) (A)                 | 36 | 27 | 6 | 3  | 106    | 29     | +77   | 87  | Awans do III ligi                                              |                                                               |
| 2   | Glinik Gorlice (B)                  | 36 | 25 | 4 | 7  | 68     | 41     | +27   | 79  | Baraże o III ligę                                              |                                                               |
| 3   | Orzeł Ryczów                        | 36 | 25 | 3 | 8  | 88     | 42     | +46   | 78  |                                                                |                                                               |
| 4   | LKS Jawiszowice2                    | 36 | 19 | 6 | 11 | 74     | 51     | +23   | 63  | Drużyna wycofana                                               | LJA: 9 pkt, różn. +2 BES: 6 pkt, różn. 0 KZE: 3 pkt, różn. -2 |
| 5   | Beskid Andrychów                    | 36 | 20 | 3 | 13 | 62     | 51     | +11   | 63  |                                                                | LJA: 9 pkt, różn. +2 BES: 6 pkt, różn. 0 KZE: 3 pkt, różn. -2 |
| 6   | Kalwarianka Kalwaria Zebrzydowska   | 36 | 19 | 6 | 11 | 69     | 47     | +22   | 63  |                                                                | LJA: 9 pkt, różn. +2 BES: 6 pkt, różn. 0 KZE: 3 pkt, różn. -2 |
| 7   | Wieczysta II Kraków                 | 36 | 18 | 7 | 11 | 83     | 55     | +28   | 61  |                                                                |                                                               |
| 8   | Dalin Myślenice                     | 36 | 15 | 7 | 14 | 58     | 57     | +1    | 52  |                                                                |                                                               |
| 9   | Poprad Muszyna                      | 36 | 14 | 8 | 14 | 56     | 50     | +6    | 50  |                                                                |                                                               |
| 10  | Limanovia Limanowa                  | 36 | 14 | 6 | 16 | 46     | 52     | −6    | 48  | LIM: 7 pkt, różn. +1 MAN: 5 pkt, różn. +1 BOC: 4 pkt, różn. -2 |                                                               |
| 11  | Lubań Maniowy                       | 36 | 15 | 3 | 18 | 51     | 56     | −5    | 48  | LIM: 7 pkt, różn. +1 MAN: 5 pkt, różn. +1 BOC: 4 pkt, różn. -2 |                                                               |
| 12  | Bocheński KS                        | 36 | 13 | 9 | 14 | 56     | 67     | −11   | 48  | LIM: 7 pkt, różn. +1 MAN: 5 pkt, różn. +1 BOC: 4 pkt, różn. -2 |                                                               |
| 13  | MKS Trzebinia                       | 36 | 13 | 8 | 15 | 61     | 58     | +3    | 47  |                                                                |                                                               |
| 14  | Watra Białka Tatrzańska             | 36 | 13 | 5 | 18 | 44     | 55     | −11   | 44  |                                                                |                                                               |
| 15  | Pcimianka Pcim2                     | 36 | 12 | 5 | 19 | 50     | 71     | −21   | 41  |                                                                |                                                               |
| 16  | Bruk-Bet Termalica II Nieciecza (S) | 36 | 11 | 6 | 19 | 63     | 69     | −6    | 39  | Spadek do V liga                                               |                                                               |
| 17  | Wolania Wola Rzędzińska (S)         | 36 | 6  | 8 | 22 | 48     | 85     | −37   | 26  | Spadek do V liga                                               |                                                               |
| 18  | Sokół Słopnice (S)                  | 36 | 5  | 1 | 30 | 38     | 120    | −82   | 16  | Spadek do V liga                                               |                                                               |
| 19  | Podhalanin Biecz1                   | 36 | 5  | 5 | 26 | 26     | 91     | −65   | 20  | Drużyna wycofana                                               |                                                               |

## Grupa VII (mazowiecka)

### Drużyny
| Uczestnicy poprzedniej edycji                                                                                 | Uczestnicy poprzedniej edycji | Uczestnicy poprzedniej edycji | Uczestnicy poprzedniej edycji |
| --- | ----------------------------- | ----------------------------- | ----------------------------- |
| ZZA | Ząbkovia Ząbki                | 2                             |                               |
| CKT | KS CK Troszyn                 | 3                             |                               |
| KTS | KTS Weszło                    | 4                             |                               |
| HUT | Hutnik Warszawa               | 5                             |                               |
| MSZ | Mszczonowianka Mszczonów      | 6                             |                               |
| URS | Ursus Warszawa                | 7                             |                               |
| MMM | Mazovia Mińsk Mazowiecki      | 8                             |                               |
| PRZ | Oskar Przysucha               | 9                             |                               |
| PIA | MKS Piaseczno                 | 10                            |                               |
| JÓZ | Józefovia Józefów             | 11                            |                               |
| GAR | Wilga Garwolin                | 12                            |                               |
| BBL | Błonianka Błonie              | 13                            |                               |
| Spadek z III ligi 2023/2024                                                                                   |                               |                               |                               |
| grupa I |                               |                               |                               |
| LGO | Legionovia Legionowo          | 17                            |                               |
| PIL | Pilica Białobrzegi            | 18                            |                               |
| Awans z V ligi 2023/2024                                                                                      |                               |                               |                               |
| grupa mazowiecka I                                                                                            |                               |                               |                               |
| MPR | MKS Przasnysz                 | 1                             |                               |
| MMA | Makowianka Maków Mazowiecki   | 2                             |                               |
| grupa mazowiecka II                                                                                           |                               |                               |                               |
| THM | Tygrys Huta Mińska            | 1                             |                               |
| TWA | Talent Warszawa               | 2                             |                               |
| Oznaczenia: - kolumna pierwsza – skróty nazw drużyn, - kolumna trzecia – miejsce zajęte w poprzednim sezonie. |                               |                               |                               |

### Tabela
| Lp. | Drużyna                     | M  | Z  | R  | P  | Bramki | Bramki | Różn. | Pkt | Uwagi                                                          | Bezpośrednio                |
| --- | --------------------------- | -- | -- | -- | -- | ------ | ------ | ----- | --- | -------------------------------------------------------------- | --------------------------- |
| 1   | KS CK Troszyn (M) (A)       | 34 | 27 | 5  | 2  | 105    | 24     | +81   | 86  | Awans do III ligi                                              |                             |
| 2   | Ząbkovia Ząbki (B)          | 34 | 27 | 3  | 4  | 103    | 28     | +75   | 84  | Baraże o III ligę                                              | ZZA – MMM 2:0 MMM – ZZA 1:2 |
| 3   | Mazovia Mińsk Mazowiecki    | 34 | 26 | 6  | 2  | 105    | 35     | +70   | 84  |                                                                | ZZA – MMM 2:0 MMM – ZZA 1:2 |
| 4   | KTS Weszło                  | 34 | 19 | 7  | 8  | 98     | 45     | +53   | 64  | KTS – HUT 2:1 HUT – KTS 3:2                                    |                             |
| 5   | Hutnik Warszawa             | 34 | 19 | 7  | 8  | 79     | 56     | +23   | 64  | KTS – HUT 2:1 HUT – KTS 3:2                                    |                             |
| 6   | Ursus Warszawa              | 34 | 16 | 4  | 14 | 68     | 54     | +14   | 52  |                                                                |                             |
| 7   | Legionovia Legionowo        | 34 | 12 | 11 | 11 | 68     | 67     | +1    | 47  |                                                                |                             |
| 8   | Talent Warszawa             | 34 | 12 | 7  | 15 | 51     | 55     | −4    | 43  | TWA – MPR 1:2 MPR – TWA 0:5                                    |                             |
| 9   | MKS Przasnysz               | 34 | 12 | 7  | 15 | 47     | 62     | −15   | 43  | TWA – MPR 1:2 MPR – TWA 0:5                                    |                             |
| 10  | Mszczonowianka Mszczonów    | 34 | 12 | 6  | 16 | 57     | 64     | −7    | 42  |                                                                |                             |
| 11  | Oskar Przysucha             | 34 | 11 | 7  | 16 | 49     | 66     | −17   | 40  | PRZ: 7 pkt, różn. +2 MMA: 5 pkt, różn. +2 GAR: 4 pkt, różn. -4 |                             |
| 12  | Makowianka Maków Mazowiecki | 34 | 11 | 7  | 16 | 50     | 79     | −29   | 40  | PRZ: 7 pkt, różn. +2 MMA: 5 pkt, różn. +2 GAR: 4 pkt, różn. -4 |                             |
| 13  | Wilga Garwolin              | 34 | 12 | 4  | 18 | 49     | 84     | −35   | 40  | PRZ: 7 pkt, różn. +2 MMA: 5 pkt, różn. +2 GAR: 4 pkt, różn. -4 |                             |
| 14  | MKS Piaseczno               | 34 | 10 | 4  | 20 | 54     | 90     | −36   | 34  |                                                                |                             |
| 15  | Błonianka Błonie            | 34 | 8  | 8  | 18 | 57     | 73     | −16   | 32  |                                                                |                             |
| 16  | Tygrys Huta Mińska (S)      | 34 | 7  | 9  | 18 | 48     | 78     | −30   | 30  | Spadek do V liga                                               |                             |
| 17  | Józefovia Józefów (S)       | 34 | 7  | 7  | 20 | 47     | 83     | −36   | 28  | Spadek do V liga                                               |                             |
| 18  | Pilica Białobrzegi (S)      | 34 | 2  | 3  | 29 | 29     | 121    | −92   | 9   | Spadek do V liga                                               |                             |

## Grupa VIII (opolska)

### Drużyny
| Uczestnicy poprzedniej edycji                                                                                 | Uczestnicy poprzedniej edycji | Uczestnicy poprzedniej edycji | Uczestnicy poprzedniej edycji |
| --- | ----------------------------- | ----------------------------- | ----------------------------- |
| MAŁ | Małapanew Ozimek              | 2                             |                               |
| LZB | LZS Bogacica                  | 3                             |                               |
| RZD | Ruch Zdzieszowice             | 4                             |                               |
| POP | Piast Strzelce Opolskie       | 5                             |                               |
| FGŁ | Fortuna Głogówek              | 6                             |                               |
| PNY | Polonia Nysa                  | 7                             |                               |
| PKA | Polonia Karłowice             | 8                             |                               |
| VCH | Victoria Chróścice            | 9                             |                               |
| PWI | Porawie Większyce             | 10                            |                               |
| PTR | LZS Piotrówka                 | 113                           |                               |
| OD2 | Odra II Opole                 | 12                            |                               |
| LWA | LZS Walce                     | 141                           |                               |
| Spadek z III ligi 2023/2024                                                                                   |                               |                               |                               |
| grupa III |                               |                               |                               |
| LSD | LZS Starowice Dolne           | 18                            |                               |
| Awans z klasy okręgowej 2023/2024                                                                             |                               |                               |                               |
| grupa opolska I                                                                                               |                               |                               |                               |
| STA | LZS Starościn                 | 1                             |                               |
| ŁUB | Śląsk Łubniany                | 2                             |                               |
| grupa opolska II                                                                                              |                               |                               |                               |
| GŁU | Polonia Głubczyce             | 1                             |                               |
| Oznaczenia: - kolumna pierwsza – skróty nazw drużyn, - kolumna trzecia – miejsce zajęte w poprzednim sezonie. |                               |                               |                               |

Objaśnienia:
1. LZS Walce wygrał baraże o utrzymanie w IV lidze z Czarnymi Otmuchów.
2. Śląsk Łubniany wygrał baraże o awans do IV ligi z LZS-em Domaszkowice.
3. LZS Piotrówka wycofał się po 8. kolejce.

### Tabela
| Lp. | Drużyna                     | M  | Z  | R | P  | Bramki | Bramki | Różn. | Pkt | Uwagi                     | Bezpośrednio |
| --- | --------------------------- | -- | -- | - | -- | ------ | ------ | ----- | --- | ------------------------- | ------------ |
| 1   | LZS Starowice Dolne (M) (A) | 28 | 22 | 2 | 4  | 79     | 23     | +56   | 68  | Awans do III ligi         |              |
| 2   | Polonia Nysa (B)            | 28 | 20 | 5 | 3  | 101    | 17     | +84   | 65  | Baraże o III ligę         |              |
| 3   | Ruch Zdzieszowice           | 28 | 20 | 4 | 4  | 71     | 22     | +49   | 64  |                           |              |
| 4   | Małapanew Ozimek            | 28 | 15 | 7 | 6  | 63     | 35     | +28   | 52  |                           |              |
| 5   | Odra II Opole               | 28 | 15 | 2 | 11 | 55     | 39     | +16   | 47  |                           |              |
| 6   | Fortuna Głogówek            | 28 | 13 | 4 | 11 | 57     | 50     | +7    | 43  |                           |              |
| 7   | LZS Bogacica2               | 28 | 12 | 5 | 11 | 53     | 55     | −2    | 41  | Drużyna wycofana          |              |
| 8   | LZS Starościn               | 28 | 12 | 3 | 13 | 61     | 67     | −6    | 39  |                           |              |
| 9   | Śląsk Łubniany              | 28 | 12 | 2 | 14 | 42     | 60     | −18   | 38  |                           |              |
| 10  | LZS Walce                   | 28 | 10 | 5 | 13 | 50     | 63     | −13   | 35  |                           |              |
| 11  | Porawie Większyce           | 28 | 10 | 4 | 14 | 45     | 56     | −11   | 34  |                           |              |
| 12  | Victoria Chróścice2         | 28 | 7  | 6 | 15 | 52     | 71     | −19   | 27  | Drużyna wycofana          |              |
| 13  | Polonia Karłowice           | 28 | 5  | 4 | 19 | 38     | 96     | −58   | 19  |                           |              |
| 14  | Piast Strzelce Opolskie     | 28 | 4  | 3 | 21 | 23     | 76     | −53   | 15  |                           |              |
| 15  | Polonia Głubczyce (S)       | 28 | 4  | 2 | 22 | 40     | 100    | −60   | 14  | Spadek do klasy okręgowej |              |
| -   | LZS Piotrówka1              | 0  | 0  | 0 | 0  | 0      | 0      | 0     | 0   | Drużyna wycofana          |              |

## Grupa IX (podkarpacka)

### Drużyny
| Uczestnicy poprzedniej edycji                                                                                 | Uczestnicy poprzedniej edycji | Uczestnicy poprzedniej edycji | Uczestnicy poprzedniej edycji |
| --- | ----------------------------- | ----------------------------- | ----------------------------- |
| NOW | Cosmos Nowotaniec             | 2                             |                               |
| ŁAŃ | Stal Łańcut                   | 3                             |                               |
| ESA | Geo-Eko Ekoball Stal Sanok    | 4                             |                               |
| PIL | Legion Pilzno                 | 5                             |                               |
| GLM | Głogovia Głogów Małopolski    | 6                             |                               |
| IGL | Igloopol Dębica               | 7                             |                               |
| KOD | Sokół Kolbuszowa Dolna        | 8                             |                               |
| IZO | Izolator Boguchwała           | 9                             |                               |
| SKA | Sokół Kamień                  | 10                            |                               |
| JKS | JKS Jarosław                  | 11                            |                               |
| WWI | Wisłok Wiśniowa               | 12                            |                               |
| Spadek z III ligi 2023/2024                                                                                   |                               |                               |                               |
| grupa IV |                               |                               |                               |
| KAR | Karpaty Krosno                | 16                            |                               |
| SSI | Sokół Sieniawa                | 18                            |                               |
| Awans z klasy okręgowej 2023/2024                                                                             |                               |                               |                               |
| grupa Dębica                                                                                                  |                               |                               |                               |
| SM2 | Stal II Mielec                | 1                             |                               |
| grupa Jarosław                                                                                                |                               |                               |                               |
| OPR | Orzeł Przeworsk               | 1                             |                               |
| grupa Krosno                                                                                                  |                               |                               |                               |
| CJA | Czarni 1910 Jasło             | 1                             |                               |
| grupa Rzeszów                                                                                                 |                               |                               |                               |
| STY | Strug Tyczyn                  | 1                             |                               |
| grupa Stalowa Wola                                                                                            |                               |                               |                               |
| NIS | Sokół Nisko                   | 1                             |                               |
| Oznaczenia: - kolumna pierwsza – skróty nazw drużyn, - kolumna trzecia – miejsce zajęte w poprzednim sezonie. |                               |                               |                               |

### Tabela
| Lp. | Drużyna                        | M  | Z  | R  | P  | Bramki | Bramki | Różn. | Pkt | Uwagi                       | Bezpośrednio |
| --- | ------------------------------ | -- | -- | -- | -- | ------ | ------ | ----- | --- | --------------------------- | ------------ |
| 1   | Sokół Kolbuszowa Dolna (M) (A) | 34 | 26 | 6  | 2  | 107    | 32     | +75   | 84  | Awans do III ligi           |              |
| 2   | JKS Jarosław (B)               | 34 | 26 | 3  | 5  | 80     | 28     | +52   | 81  | Baraże o III ligę           |              |
| 3   | Igloopol Dębica                | 34 | 21 | 6  | 7  | 83     | 40     | +43   | 69  |                             |              |
| 4   | Izolator Boguchwała            | 34 | 17 | 7  | 10 | 77     | 50     | +27   | 58  |                             |              |
| 5   | Geo-Eko Ekoball Stal Sanok     | 34 | 16 | 9  | 9  | 54     | 38     | +16   | 57  | ESA – KAR 1:0 KAR – ESA 1:1 |              |
| 6   | Karpaty Krosno                 | 34 | 17 | 6  | 11 | 64     | 42     | +22   | 57  | ESA – KAR 1:0 KAR – ESA 1:1 |              |
| 7   | Cosmos Nowotaniec              | 34 | 18 | 2  | 14 | 84     | 61     | +23   | 56  |                             |              |
| 8   | Wisłok Wiśniowa                | 34 | 17 | 2  | 15 | 67     | 62     | +5    | 53  |                             |              |
| 9   | Stal Łańcut                    | 34 | 16 | 4  | 14 | 60     | 61     | −1    | 52  |                             |              |
| 10  | Sokół Nisko                    | 34 | 13 | 10 | 11 | 58     | 54     | +4    | 49  | NIS – PIL 1:1 PIL – NIS 0:0 |              |
| 11  | Legion Pilzno                  | 34 | 14 | 7  | 13 | 57     | 56     | +1    | 49  | NIS – PIL 1:1 PIL – NIS 0:0 |              |
| 12  | Czarni 1910 Jasło              | 34 | 14 | 6  | 14 | 51     | 64     | −13   | 48  |                             |              |
| 13  | Orzeł Przeworsk (S)            | 34 | 12 | 6  | 16 | 49     | 58     | −9    | 42  | Spadek do klasy okręgowej   |              |
| 14  | Sokół Sieniawa (S)             | 34 | 12 | 3  | 19 | 40     | 60     | −20   | 39  | Spadek do klasy okręgowej   |              |
| 15  | Głogovia Głogów Małopolski (S) | 34 | 9  | 5  | 20 | 42     | 76     | −34   | 32  | Spadek do klasy okręgowej   |              |
| 16  | Sokół Kamień (S)               | 34 | 5  | 5  | 24 | 33     | 75     | −42   | 20  | Spadek do klasy okręgowej   |              |
| 17  | Stal II Mielec (S)             | 34 | 4  | 3  | 27 | 26     | 100    | −74   | 15  | Spadek do klasy okręgowej   |              |
| 18  | Strug Tyczyn (S)               | 34 | 3  | 2  | 29 | 41     | 116    | −75   | 11  | Spadek do klasy okręgowej   |              |

## Grupa X (podlaska)

### Drużyny
| Uczestnicy poprzedniej edycji                                                                                 | Uczestnicy poprzedniej edycji | Uczestnicy poprzedniej edycji | Uczestnicy poprzedniej edycji |
| --- | ----------------------------- | ----------------------------- | ----------------------------- |
| WAS | KS Wasilków                   | 2                             |                               |
| RWM | Ruch Wysokie Mazowieckie      | 3                             |                               |
| WAR | Warmia Grajewo                | 4                             |                               |
| TBP | Tur Bielsk Podlaski           | 5                             |                               |
| MBI | MOSP Białystok                | 6                             |                               |
| WIS | Wissa Szczuczyn               | 7                             |                               |
| MIC | KS Michałowo                  | 8                             |                               |
| KRK | Krypnianka Krypno             | 9                             |                               |
| MOŃ | Promień Mońki                 | 10                            |                               |
| OCZ | Orlęta Czyżew                 | 11                            |                               |
| SZE | Sparta 1951 Szepietowo        | 12                            |                               |
| ŚNI | KS Śniadowo                   | 13                            |                               |
| TYK | Hetman Tykocin                | 14                            |                               |
| SUP | Supraślanka Supraśl           | 152                           |                               |
| CCB | Czarni Czarna Białostocka     | 161                           |                               |
| Spadek z III ligi 2023/2024                                                                                   |                               |                               |                               |
| grupa I |                               |                               |                               |
| ZMB | Olimpia Zambrów               | 15                            |                               |
| Awans z klasy okręgowej 2023/2024                                                                             |                               |                               |                               |
| grupa podlaska                                                                                                |                               |                               |                               |
| TTK | Turośnianka Turośń Kościelna  | 1                             |                               |
| KOL | Orzeł Kolno                   | 2                             |                               |
| Oznaczenia: - kolumna pierwsza – skróty nazw drużyn, - kolumna trzecia – miejsce zajęte w poprzednim sezonie. |                               |                               |                               |

Objaśnienia:
1. Czarni Czarna Białostocka wygrała baraże o utrzymanie w IV lidze ze Spartą Augustów.
2. Supraślanka Supraśl połączyła się z KS-em Grabówka i zajęła jego miejsce w lidze[13].

### Tabela
| Lp. | Drużyna                      | M  | Z  | R  | P  | Bramki | Bramki | Różn. | Pkt | Uwagi                                                          | Bezpośrednio |
| --- | ---------------------------- | -- | -- | -- | -- | ------ | ------ | ----- | --- | -------------------------------------------------------------- | ------------ |
| 1   | KS Wasilków (M) (A)          | 34 | 31 | 1  | 2  | 128    | 25     | +103  | 94  | Awans do III ligi                                              |              |
| 2   | Olimpia Zambrów (B)          | 34 | 26 | 1  | 7  | 124    | 46     | +78   | 79  | Baraże o III ligę                                              |              |
| 3   | Ruch Wysokie Mazowieckie     | 34 | 25 | 2  | 7  | 117    | 46     | +71   | 77  |                                                                |              |
| 4   | Warmia Grajewo               | 34 | 20 | 4  | 10 | 101    | 56     | +45   | 64  |                                                                |              |
| 5   | Turośnianka Turośń Kościelna | 34 | 19 | 6  | 9  | 104    | 60     | +44   | 63  |                                                                |              |
| 6   | MOSP Białystok               | 34 | 19 | 4  | 11 | 77     | 71     | +6    | 61  |                                                                |              |
| 7   | Wissa Szczuczyn              | 34 | 14 | 11 | 9  | 72     | 60     | +12   | 53  |                                                                |              |
| 8   | Tur Bielsk Podlaski          | 34 | 13 | 10 | 11 | 78     | 61     | +17   | 49  |                                                                |              |
| 9   | KS Śniadowo                  | 34 | 14 | 2  | 18 | 68     | 73     | −5    | 44  | ŚNI: 6 pkt, różn. +5 MOŃ: 6 pkt, różn. -2 SUP: 6 pkt, różn. -3 |              |
| 10  | Promień Mońki                | 34 | 14 | 2  | 18 | 59     | 84     | −25   | 44  | ŚNI: 6 pkt, różn. +5 MOŃ: 6 pkt, różn. -2 SUP: 6 pkt, różn. -3 |              |
| 11  | Supraślanka Supraśl          | 34 | 14 | 2  | 18 | 65     | 77     | −12   | 44  | ŚNI: 6 pkt, różn. +5 MOŃ: 6 pkt, różn. -2 SUP: 6 pkt, różn. -3 |              |
| 12  | Hetman Tykocin               | 34 | 11 | 4  | 19 | 54     | 96     | −42   | 37  |                                                                |              |
| 13  | Krypnianka Krypno            | 34 | 9  | 7  | 18 | 57     | 87     | −30   | 34  | KRK – KOL 1:1 KOL – KRK 1:3                                    |              |
| 14  | Orzeł Kolno                  | 34 | 9  | 7  | 18 | 56     | 79     | −23   | 34  | KRK – KOL 1:1 KOL – KRK 1:3                                    |              |
| 15  | Czarni Czarna Białostocka    | 34 | 9  | 5  | 20 | 50     | 98     | −48   | 32  |                                                                |              |
| 16  | KS Michałowo                 | 34 | 8  | 6  | 20 | 68     | 99     | −31   | 30  |                                                                |              |
| 17  | Orlęta Czyżew (B)            | 34 | 6  | 9  | 19 | 42     | 91     | −49   | 27  | Baraże o utrzymanie                                            |              |
| 18  | Sparta 1951 Szepietowo (S)   | 34 | 2  | 3  | 29 | 20     | 131    | −111  | 9   | Spadek do klasy okręgowej                                      |              |

### Baraże o utrzymanie
W barażach o utrzymanie uczestniczył 17. zespół IV ligi oraz 3. drużyna klasy okręgowej. Zwycięzca uzyskał prawo do gry w IV lidze w następnym sezonie.
| 25 czerwca 2025 | LZS Krynki | 5:2 | Orlęta Czyżew |  |
| 17:00           |            |     |               |  |

| 29 czerwca 2025 | Orlęta Czyżew | 1:3 | LZS Krynki |  |
| 17:00           |               |     |            |  |

Zwycięzca: LZS Krynki

## Grupa XI (pomorska)

### Drużyny
| Uczestnicy poprzedniej edycji                                                                                 | Uczestnicy poprzedniej edycji | Uczestnicy poprzedniej edycji | Uczestnicy poprzedniej edycji |
| --- | ----------------------------- | ----------------------------- | ----------------------------- |
| JAG | Jaguar Gdańsk                 | 2                             |                               |
| NOS | Grom Nowy Staw                | 3                             |                               |
| BAŁ | Bałtyk Gdynia                 | 4                             |                               |
| MAL | Pomezania Malbork             | 5                             |                               |
| GRW | Gryf Wejherowo                | 6                             |                               |
| CC2 | Chojniczanka II Chojnice      | 7                             |                               |
| AGA | Anioły Garczegorze            | 8                             |                               |
| SKW | Supra Kwidzyn                 | 9                             |                               |
| RST | Radunia Stężyca               | 101                           |                               |
| SSY | Sparta Sycewice               | 11                            |                               |
| LĘB | Pogoń Lębork                  | 12                            |                               |
| Spadek z III ligi 2023/2024                                                                                   |                               |                               |                               |
| grupa II |                               |                               |                               |
| WLU | Wikęd Luzino                  | 15                            |                               |
| GNI | Stolem Gniewino               | 16                            |                               |
| KPS | KP Starogard Gdański          | 18                            |                               |
| Awans z klasy okręgowej 2023/2024                                                                             |                               |                               |                               |
| grupa Gdańsk I                                                                                                |                               |                               |                               |
| CPG | Czarni Pruszcz Gdański        | 1                             |                               |
| grupa Gdańsk II                                                                                               |                               |                               |                               |
| PEL | Wierzyca Pelplin              | 1                             |                               |
| KCH | Kolejarz Chojnice             | 2                             |                               |
| grupa Słupsk                                                                                                  |                               |                               |                               |
| BYT | Bytovia Bytów                 | 1                             |                               |
| Oznaczenia: - kolumna pierwsza – skróty nazw drużyn, - kolumna trzecia – miejsce zajęte w poprzednim sezonie. |                               |                               |                               |

Objaśnienia:
1. Radunia Stężyca wycofała się z II ligi po zakończeniu poprzedniego sezonu i zajęła miejsce swoich rezerw w rozgrywkach IV ligi[15].
2. Kolejarz Chojnice wygrał dwustopniowe baraże o awans do IV ligi.

### Tabela
| Lp. | Drużyna                  | M  | Z  | R  | P  | Bramki | Bramki | Różn. | Pkt | Uwagi                       | Bezpośrednio                |
| --- | ------------------------ | -- | -- | -- | -- | ------ | ------ | ----- | --- | --------------------------- | --------------------------- |
| 1   | Wikęd Luzino (M) (A)     | 34 | 30 | 3  | 1  | 101    | 30     | +71   | 93  | Awans do III ligi           |                             |
| 2   | Grom Nowy Staw (B)       | 34 | 23 | 5  | 6  | 92     | 39     | +53   | 74  | Baraże o III ligę           |                             |
| 3   | Jaguar Gdańsk            | 34 | 17 | 7  | 10 | 79     | 72     | +7    | 58  |                             | JAG – KPS 4:1 KPS – JAG 1:1 |
| 4   | KP Starogard Gdański     | 34 | 16 | 10 | 8  | 65     | 47     | +18   | 58  |                             | JAG – KPS 4:1 KPS – JAG 1:1 |
| 5   | Chojniczanka II Chojnice | 34 | 17 | 6  | 11 | 69     | 61     | +8    | 57  |                             |                             |
| 6   | Anioły Garczegorze       | 34 | 17 | 4  | 13 | 69     | 53     | +16   | 55  |                             |                             |
| 7   | Czarni Pruszcz Gdański   | 34 | 16 | 4  | 14 | 74     | 56     | +18   | 52  |                             |                             |
| 8   | Pomezania Malbork        | 34 | 16 | 3  | 15 | 56     | 61     | −5    | 51  | MAL – LĘB 1:1 LĘB – MAL 1:4 |                             |
| 9   | Pogoń Lębork             | 34 | 15 | 6  | 13 | 60     | 67     | −7    | 51  | MAL – LĘB 1:1 LĘB – MAL 1:4 |                             |
| 10  | Gryf Wejherowo           | 34 | 14 | 7  | 13 | 63     | 59     | +4    | 49  |                             |                             |
| 11  | Wierzyca Pelplin         | 34 | 12 | 8  | 14 | 53     | 65     | −12   | 44  |                             |                             |
| 12  | Bytovia Bytów            | 34 | 12 | 7  | 15 | 57     | 61     | −4    | 43  |                             |                             |
| 13  | Stolem Gniewino          | 34 | 10 | 9  | 15 | 44     | 47     | −3    | 39  |                             |                             |
| 14  | Bałtyk Gdynia (S)        | 34 | 8  | 11 | 15 | 56     | 58     | −2    | 35  | Spadek do klasy okręgowej   |                             |
| 15  | Sparta Sycewice (S)      | 34 | 9  | 7  | 18 | 42     | 84     | −42   | 34  | Spadek do klasy okręgowej   |                             |
| 16  | Supra Kwidzyn (S)        | 34 | 7  | 6  | 21 | 37     | 68     | −31   | 27  | Spadek do klasy okręgowej   |                             |
| 17  | Kolejarz Chojnice (S)    | 34 | 7  | 4  | 23 | 37     | 76     | −39   | 25  | Spadek do klasy okręgowej   |                             |
| 18  | Radunia Stężyca (S)      | 34 | 3  | 7  | 24 | 31     | 81     | −50   | 16  | Spadek do klasy okręgowej   |                             |

## Grupa XII (śląska)

### Drużyny
| Uczestnicy poprzedniej edycji                                                                                 | Uczestnicy poprzedniej edycji | Uczestnicy poprzedniej edycji | Uczestnicy poprzedniej edycji |
| --- | ----------------------------- | ----------------------------- | ----------------------------- |
| grupa śląska I                                                                                                |                               |                               |                               |
| DZB | Drama Zbrosławice             | 2                             |                               |
| SPA | Sparta Katowice               | 3                             |                               |
| RRA | Ruch Radzionków               | 4                             |                               |
| UDG | Unia Dąbrowa Górnicza         | 5                             |                               |
| VCZ | Victoria Częstochowa          | 6                             |                               |
| PI2 | Piast II Gliwice              | 7                             |                               |
| ROZ | Rozwój Katowice               | 8                             |                               |
| SIE | Przemsza Siewierz             | 9                             |                               |
| grupa śląska II                                                                                               |                               |                               |                               |
| PO2 | Podbeskidzie II Bielsko-Biała | 1                             |                               |
| SPL | Spójnia Landek                | 2                             |                               |
| PŁG | Polonia Łaziska Górne         | 3                             |                               |
| RE2 | Rekord II Bielsko-Biała       | 4                             |                               |
| LBE | LKS Bełk                      | 5                             |                               |
| ORN | Gwarek Ornontowice            | 6                             |                               |
| ODR | Odra Wodzisław Śląski         | 7                             |                               |
| TY2 | GKS II Tychy                  | 83                            |                               |
| KUŹ | Kuźnia Ustroń                 | 9                             |                               |
| ROW | ROW 1964 Rybnik               | 102                           |                               |
| Spadek z III ligi 2023/2024                                                                                   |                               |                               |                               |
| grupa III |                               |                               |                               |
| GTA | Gwarek Tarnowskie Góry        | 16                            |                               |
| RA2 | Raków II Częstochowa          | 18                            |                               |
| Oznaczenia: - kolumna pierwsza – skróty nazw drużyn, - kolumna trzecia – miejsce zajęte w poprzednim sezonie. |                               |                               |                               |

Objaśnienia:
1. Podbeskidzie II Bielsko-Biała przegrało baraże o awans do III ligi z Podlesianką Katowice.
2. ROW 1964 Rybnik wygrał baraże o utrzymanie w IV lidze z MKS-em Myszków.
3. GKS II Tychy wycofał się po rundzie jesiennej.

### Tabela
| Lp. | Drużyna                           | M  | Z  | R  | P  | Bramki | Bramki | Różn. | Pkt | Uwagi                                | Bezpośrednio |
| --- | --------------------------------- | -- | -- | -- | -- | ------ | ------ | ----- | --- | ------------------------------------ | ------------ |
| 1   | Sparta Katowice (M) (A)           | 36 | 25 | 5  | 6  | 77     | 34     | +43   | 80  | Awans do III ligi                    |              |
| 2   | Raków II Częstochowa (B)          | 36 | 23 | 2  | 11 | 100    | 63     | +37   | 71  | Baraże o III ligę                    |              |
| 3   | Drama Zbrosławice                 | 36 | 19 | 7  | 10 | 78     | 58     | +20   | 64  |                                      |              |
| 4   | Ruch Radzionków                   | 36 | 18 | 9  | 9  | 71     | 54     | +17   | 63  |                                      |              |
| 5   | ROW 1964 Rybnik                   | 36 | 18 | 5  | 13 | 73     | 60     | +13   | 59  | ROW – LBE 2:1 LBE – ROW 0:1          |              |
| 6   | LKS Bełk                          | 36 | 17 | 8  | 11 | 65     | 60     | +5    | 59  | ROW – LBE 2:1 LBE – ROW 0:1          |              |
| 7   | Rozwój Katowice                   | 36 | 15 | 9  | 12 | 68     | 68     | 0     | 54  | ROZ – PI2 1:0 PI2 – ROZ 3:3          |              |
| 8   | Piast II Gliwice                  | 36 | 14 | 12 | 10 | 62     | 52     | +10   | 54  | ROZ – PI2 1:0 PI2 – ROZ 3:3          |              |
| 9   | Victoria Częstochowa              | 36 | 16 | 5  | 15 | 52     | 47     | +5    | 53  |                                      |              |
| 10  | Gwarek Tarnowskie Góry            | 36 | 13 | 11 | 12 | 58     | 64     | −6    | 50  |                                      |              |
| 11  | Spójnia Landek                    | 36 | 15 | 4  | 17 | 59     | 63     | −4    | 49  | SPL – KUŹ 2:0 KUŹ – SPL 0:2          |              |
| 12  | Kuźnia Ustroń                     | 36 | 15 | 4  | 17 | 53     | 59     | −6    | 49  | SPL – KUŹ 2:0 KUŹ – SPL 0:2          |              |
| 13  | Przemsza Siewierz                 | 36 | 15 | 3  | 18 | 73     | 68     | +5    | 48  |                                      |              |
| 14  | Polonia Łaziska Górne             | 36 | 13 | 7  | 16 | 51     | 60     | −9    | 46  |                                      |              |
| 15  | Odra Wodzisław Śląski2 (B)        | 36 | 12 | 7  | 17 | 64     | 69     | −5    | 43  | Baraże o utrzymanie Drużyna wycofana |              |
| 16  | Gwarek Ornontowice (S)            | 36 | 12 | 5  | 19 | 44     | 62     | −18   | 41  | Spadek do V ligi                     |              |
| 17  | Podbeskidzie II Bielsko-Biała (S) | 36 | 10 | 7  | 19 | 53     | 81     | −28   | 37  | Spadek do V ligi                     |              |
| 18  | Unia Dąbrowa Górnicza (S)         | 36 | 7  | 4  | 25 | 31     | 70     | −39   | 25  | Spadek do V ligi                     |              |
| 19  | Rekord II Bielsko-Biała (S)       | 36 | 5  | 6  | 25 | 41     | 81     | −40   | 21  | Spadek do V ligi                     |              |
| -   | GKS II Tychy1                     | 0  | 0  | 0  | 0  | 0      | 0      | 0     | 0   | Drużyna wycofana                     |              |

### Baraże o utrzymanie
W barażach o utrzymanie uczestniczyły 3 drużyny: 15. zespół IV ligi oraz wicemistrzowie V ligi. W I rundzie zmierzyły się drużyny z V ligi a zwycięzca awansował do II rundy, gdzie zmierzył się z drużyną z IV ligi. Zwycięzca II rundy uzyskał prawo do gry w IV lidze w następnym sezonie.

#### I runda
| 18 czerwca 2025 | Znicz Kłobuck | 2:2 k. 5:4 | MRKS Czechowice-Dziedzice |  |
| 17:30           |               |            |                           |  |

#### II runda
| 21 czerwca 2025 | Odra Wodzisław Śląski | 0:2 | Znicz Kłobuck |  |
| 17:00           |                       |     |               |  |

## Grupa XIII (świętokrzyska)

### Drużyny
| Uczestnicy poprzedniej edycji                                                                                 | Uczestnicy poprzedniej edycji | Uczestnicy poprzedniej edycji | Uczestnicy poprzedniej edycji |
| --- | ----------------------------- | ----------------------------- | ----------------------------- |
| BUS | AKS 1947 Busko-Zdrój          | 2                             |                               |
| ALO | Alit Ożarów                   | 3                             |                               |
| RUD | GKS Rudki                     | 4                             |                               |
| ORK | Orlęta Kielce                 | 5                             |                               |
| KLI | Klimontowianka Klimontów      | 6                             |                               |
| MOR | Moravia Morawica              | 7                             |                               |
| ŁYS | Łysica Bodzentyn              | 8                             |                               |
| NKO | Neptun Końskie                | 9                             |                               |
| NOW | GKS Nowiny                    | 10                            |                               |
| WMA | Wierna Małogoszcz             | 11                            |                               |
| PAW | Arka Pawłów                   | 12                            |                               |
| GSK | Granat Skarżysko-Kamienna     | 13                            |                               |
| SDA | Spartakus Daleszyce           | 14                            |                               |
| PST | Pogoń 1945 Staszów            | 15                            |                               |
| WŁO | Hetman Włoszczowa             | 16                            |                               |
| Awans z klasy okręgowej 2023/2024                                                                             |                               |                               |                               |
| grupa świętokrzyska                                                                                           |                               |                               |                               |
| JĘD | Naprzód Jędrzejów             | 1                             |                               |
| ŁAG | ŁKS Łagów                     | 2                             |                               |
| SKW | Sparta Kazimierza Wielka      | 3                             |                               |
| Oznaczenia: - kolumna pierwsza – skróty nazw drużyn, - kolumna trzecia – miejsce zajęte w poprzednim sezonie. |                               |                               |                               |

### Tabela
| Lp. | Drużyna                          | M  | Z  | R  | P  | Bramki | Bramki | Różn. | Pkt | Uwagi             | Bezpośrednio |
| --- | -------------------------------- | -- | -- | -- | -- | ------ | ------ | ----- | --- | ----------------- | ------------ |
| 1   | Sparta Kazimierza Wielka (M) (A) | 34 | 25 | 8  | 1  | 63     | 13     | +50   | 83  | Awans do III ligi |              |
| 2   | Naprzód Jędrzejów2 (B)           | 34 | 24 | 6  | 4  | 85     | 36     | +49   | 78  | Baraże o III ligę |              |
| 3   | AKS 1947 Busko-Zdrój             | 34 | 17 | 10 | 7  | 77     | 31     | +46   | 61  |                   |              |
| 4   | Łysica Bodzentyn1                | 34 | 18 | 6  | 10 | 54     | 37     | +17   | 60  | Drużyna wycofana  |              |
| 5   | Orlęta Kielce                    | 34 | 17 | 6  | 11 | 52     | 42     | +10   | 57  |                   |              |
| 6   | Alit Ożarów                      | 34 | 17 | 5  | 12 | 50     | 38     | +12   | 56  |                   |              |
| 7   | Spartakus Daleszyce              | 34 | 14 | 8  | 12 | 56     | 46     | +10   | 50  |                   |              |
| 8   | GKS Nowiny                       | 34 | 15 | 3  | 16 | 48     | 54     | −6    | 48  |                   |              |
| 9   | Moravia Morawica                 | 34 | 13 | 7  | 14 | 74     | 64     | +10   | 46  |                   |              |
| 10  | Hetman Włoszczowa                | 34 | 12 | 7  | 15 | 53     | 69     | −16   | 43  |                   |              |
| 11  | Neptun Końskie                   | 34 | 12 | 6  | 16 | 49     | 47     | +2    | 42  |                   |              |
| 12  | Klimontowianka Klimontów         | 34 | 12 | 5  | 17 | 37     | 61     | −24   | 41  |                   |              |
| 13  | ŁKS Łagów2                       | 34 | 11 | 7  | 16 | 39     | 56     | −17   | 40  | Drużyna wycofana  |              |
| 14  | Arka Pawłów                      | 34 | 10 | 6  | 18 | 49     | 62     | −13   | 36  |                   |              |
| 15  | GKS Rudki                        | 34 | 9  | 7  | 18 | 37     | 62     | −25   | 34  |                   |              |
| 16  | Pogoń 1945 Staszów               | 34 | 9  | 4  | 21 | 31     | 67     | −36   | 31  |                   |              |
| 17  | Wierna Małogoszcz1               | 34 | 8  | 5  | 21 | 38     | 84     | −46   | 29  |                   |              |
| 18  | Granat Skarżysko-Kamienna2       | 34 | 7  | 6  | 21 | 43     | 66     | −23   | 27  |                   |              |

## Grupa XIV (warmińsko-mazurska)

### Drużyny
| Uczestnicy poprzedniej edycji                                                                                 | Uczestnicy poprzedniej edycji | Uczestnicy poprzedniej edycji | Uczestnicy poprzedniej edycji |
| --- | ----------------------------- | ----------------------------- | ----------------------------- |
| ZBP | Znicz Biała Piska             | 2                             |                               |
| MRĄ | Mrągowia Mrągowo              | 3                             |                               |
| ROM | Rominta Gołdap                | 4                             |                               |
| DKS | DKS Dobre Miasto              | 5                             |                               |
| OL2 | Olimpia II Elbląg             | 6                             |                               |
| BIS | Tęcza Biskupiec               | 7                             |                               |
| KĘT | Granica Kętrzyn               | 8                             |                               |
| JEZ | Jeziorak Iława                | 9                             |                               |
| MAM | Mamry Giżycko                 | 10                            |                               |
| OLO | Olimpia Olsztynek             | 11                            |                               |
| EŁK | Mazur Ełk                     | 12                            |                               |
| ST2 | Stomil II Olsztyn             | 141                           |                               |
| Spadek z III ligi 2023/2024                                                                                   |                               |                               |                               |
| grupa I |                               |                               |                               |
| CON | Concordia Elbląg              | 16                            |                               |
| Awans z klasy okręgowej 2023/2024                                                                             |                               |                               |                               |
| grupa warmińsko-mazurska I                                                                                    |                               |                               |                               |
| PIS | Pisa Barczewo                 | 1                             |                               |
| grupa warmińsko-mazurska II                                                                                   |                               |                               |                               |
| STN | Start Nidzica                 | 1                             |                               |
| SOS | Sokół Ostróda                 | 2                             |                               |
| Oznaczenia: - kolumna pierwsza – skróty nazw drużyn, - kolumna trzecia – miejsce zajęte w poprzednim sezonie. |                               |                               |                               |

Objaśnienia:
1. Stomil II Olsztyn wygrał baraże o utrzymanie w IV lidze z Orlętami Reszel.
2. Sokół Ostróda wygrał baraże o awans do IV ligi z Constractem Lubawa.

### Tabela
| Lp. | Drużyna                   | M  | Z  | R  | P  | Bramki | Bramki | Różn. | Pkt | Uwagi                     | Bezpośrednio                |
| --- | ------------------------- | -- | -- | -- | -- | ------ | ------ | ----- | --- | ------------------------- | --------------------------- |
| 1   | Znicz Biała Piska (M) (A) | 30 | 20 | 7  | 3  | 82     | 26     | +56   | 67  | Awans do III ligi         |                             |
| 2   | Start Nidzica (B)         | 30 | 20 | 5  | 5  | 69     | 34     | +35   | 65  | Baraże o III ligę         |                             |
| 3   | Tęcza Biskupiec           | 30 | 19 | 4  | 7  | 68     | 31     | +37   | 61  |                           |                             |
| 4   | Rominta Gołdap            | 30 | 16 | 8  | 6  | 68     | 35     | +33   | 56  |                           |                             |
| 5   | Sokół Ostróda             | 30 | 14 | 7  | 9  | 73     | 47     | +26   | 49  |                           |                             |
| 6   | DKS Dobre Miasto          | 30 | 14 | 6  | 10 | 65     | 37     | +28   | 48  |                           |                             |
| 7   | Concordia Elbląg          | 30 | 12 | 11 | 7  | 51     | 42     | +9    | 47  |                           |                             |
| 8   | Mrągowia Mrągowo          | 30 | 13 | 6  | 11 | 58     | 52     | +6    | 45  |                           |                             |
| 9   | Granica Kętrzyn           | 30 | 12 | 7  | 11 | 52     | 52     | 0     | 43  |                           |                             |
| 10  | Mamry Giżycko             | 30 | 12 | 6  | 12 | 51     | 62     | −11   | 42  |                           |                             |
| 11  | Olimpia II Elbląg         | 30 | 9  | 5  | 16 | 47     | 62     | −15   | 32  |                           |                             |
| 12  | Pisa Barczewo (B)         | 30 | 8  | 7  | 15 | 46     | 62     | −16   | 31  | Baraże o utrzymanie       |                             |
| 13  | Mazur Ełk (B)             | 30 | 8  | 6  | 16 | 44     | 68     | −24   | 30  | Baraże o utrzymanie       |                             |
| 14  | Jeziorak Iława (S)        | 30 | 5  | 5  | 20 | 33     | 75     | −42   | 20  | Spadek do klasy okręgowej |                             |
| 15  | Stomil II Olsztyn (S)     | 30 | 3  | 7  | 20 | 30     | 96     | −66   | 16  | Spadek do klasy okręgowej | ST2 – OLO 2:1 OLO – ST2 1:3 |
| 16  | Olimpia Olsztynek (S)     | 30 | 3  | 7  | 20 | 35     | 91     | −56   | 16  | Spadek do klasy okręgowej | ST2 – OLO 2:1 OLO – ST2 1:3 |

### Baraże o utrzymanie
W barażach o utrzymanie uczestniczyły drużyny z miejsc 13-14 z IV ligi oraz wicemistrzowie obu grup klasy okręgowej. Zwycięzcy dwumeczów uzyskali prawo do gry w IV lidze w następnym sezonie.
| 21 czerwca 2025 | Mazur Ełk | 1:4 | Czarni Olecko |  |
| 17:00           |           |     |               |  |

| 25 czerwca 2025 | Czarni Olecko | 1:4 k. 4:5 | Mazur Ełk |  |
| 17:00           |               |            |           |  |

Zwycięzca: Mazur Ełk
| 21 czerwca 2025 | Pisa Barczewo | 2:1 | Ossa Biskupiec Pomorski |  |
| 17:00           |               |     |                         |  |

| 25 czerwca 2025 | Ossa Biskupiec Pomorski | 0:3 | Pisa Barczewo |  |
| 18:00           |                         |     |               |  |

Zwycięzca: Pisa Barczewo

## Grupa XV (wielkopolska)

### Drużyny
| Uczestnicy poprzedniej edycji                                                                                 | Uczestnicy poprzedniej edycji     | Uczestnicy poprzedniej edycji | Uczestnicy poprzedniej edycji |
| --- | --------------------------------- | ----------------------------- | ----------------------------- |
| LIP | Lipno Stęszew                     | 2                             |                               |
| KOŚ | Obra Kościan                      | 3                             |                               |
| HPO | Huragan Pobiedziska               | 4                             |                               |
| PLE | Polonia 1912 Leszno               | 5                             |                               |
| NLB | Nielba Wągrowiec                  | 6                             |                               |
| CHO | Polonia Chodzież                  | 7                             |                               |
| WRZ | Victoria Września                 | 8                             |                               |
| MGN | Mieszko Gniezno                   | 9                             |                               |
| WLP | Wiara Lecha Poznań                | 10                            |                               |
| GOŁ | LKS Gołuchów                      | 11                            |                               |
| OST | Ostrovia 1909 Ostrów Wielkopolski | 12                            |                               |
| COW | Centra Ostrów Wielkopolski        | 13                            |                               |
| JAR | Jarota Jarocin                    | 14                            |                               |
| PIA | Korona Piaski                     | 15                            |                               |
| Awans z V ligi 2023/2024                                                                                      |                                   |                               |                               |
| grupa wielkopolska I                                                                                          |                                   |                               |                               |
| PIK | Piast Kobylnica                   | 1                             |                               |
| grupa wielkopolska II                                                                                         |                                   |                               |                               |
| ŚLE | LKS Ślesin                        | 1                             |                               |
| PGO | Polonia Golina                    | 21                            |                               |
| grupa wielkopolska III                                                                                        |                                   |                               |                               |
| WŚR | Warta Śrem                        | 1                             |                               |
| Oznaczenia: - kolumna pierwsza – skróty nazw drużyn, - kolumna trzecia – miejsce zajęte w poprzednim sezonie. |                                   |                               |                               |

Objaśnienia:
1. Polonia Golina wygrała dwustopniowe baraże o awans do IV ligi.

### Tabela
| Lp. | Drużyna                           | M  | Z  | R  | P  | Bramki | Bramki | Różn. | Pkt | Uwagi                       | Bezpośrednio                |
| --- | --------------------------------- | -- | -- | -- | -- | ------ | ------ | ----- | --- | --------------------------- | --------------------------- |
| 1   | Lipno Stęszew (M) (A)             | 34 | 26 | 3  | 5  | 92     | 29     | +63   | 81  | Awans do III ligi           |                             |
| 2   | Victoria Września1 (B)            | 34 | 18 | 9  | 7  | 68     | 42     | +26   | 63  | Baraże o III ligę           |                             |
| 3   | Polonia 1912 Leszno               | 34 | 18 | 6  | 10 | 53     | 44     | +9    | 60  |                             |                             |
| 4   | Obra Kościan                      | 34 | 16 | 9  | 9  | 55     | 40     | +15   | 57  |                             |                             |
| 5   | Nielba Wągrowiec                  | 34 | 16 | 7  | 11 | 59     | 55     | +4    | 55  |                             |                             |
| 6   | Mieszko Gniezno                   | 34 | 14 | 12 | 8  | 60     | 40     | +20   | 54  |                             |                             |
| 7   | Polonia Chodzież                  | 34 | 16 | 5  | 13 | 76     | 54     | +22   | 53  |                             |                             |
| 8   | Wiara Lecha Poznań                | 34 | 15 | 7  | 12 | 45     | 52     | −7    | 52  |                             |                             |
| 9   | Polonia Golina                    | 34 | 13 | 11 | 10 | 48     | 39     | +9    | 50  | PGO – PIA 3:1 PIA – PGO 0:0 |                             |
| 10  | Korona Piaski                     | 34 | 12 | 14 | 8  | 42     | 48     | −6    | 50  | PGO – PIA 3:1 PIA – PGO 0:0 |                             |
| 11  | Huragan Pobiedziska               | 34 | 11 | 11 | 12 | 47     | 42     | +5    | 44  |                             |                             |
| 12  | LKS Gołuchów                      | 34 | 9  | 12 | 13 | 37     | 46     | −9    | 39  | GOŁ – PIK 1:3 PIK – GOŁ 1:3 |                             |
| 13  | Piast Kobylnica                   | 34 | 12 | 3  | 19 | 53     | 70     | −17   | 39  | GOŁ – PIK 1:3 PIK – GOŁ 1:3 |                             |
| 14  | Ostrovia 1909 Ostrów Wielkopolski | 34 | 9  | 8  | 17 | 43     | 57     | −14   | 35  |                             |                             |
| 15  | Warta Śrem1 (B)                   | 34 | 9  | 7  | 18 | 46     | 72     | −26   | 34  | Baraże o utrzymanie         |                             |
| 16  | LKS Ślesin (S)                    | 34 | 6  | 11 | 17 | 37     | 60     | −23   | 29  | Spadek do V ligi            | ŚLE – JAR 1:1 JAR – ŚLE 0:1 |
| 17  | Jarota Jarocin (S)                | 34 | 7  | 8  | 19 | 36     | 63     | −27   | 29  | Spadek do V ligi            | ŚLE – JAR 1:1 JAR – ŚLE 0:1 |
| 18  | Centra Ostrów Wielkopolski (S)    | 34 | 5  | 5  | 24 | 40     | 84     | −44   | 20  | Spadek do V ligi            |                             |

### Baraże o utrzymanie
W barażach o utrzymanie uczestniczyły drużyna z miejsca 15. z IV ligi oraz wicemistrzowie wszystkich grup V ligi. Zwycięzca barażu uzyskał prawo do gry w IV lidze w następnym sezonie.

#### Półfinał
| 21 czerwca 2025 | KP Piła               | 1:2   | Olimpia Koło           |  |
| 12:00           | 59' Szymon Stróżyński | (0:1) | 30', 90' Jakub Antosik |  |

| 21 czerwca 2025 | Warta Śrem                                | 2:4   | Kania Gostyń                                                                                   |  |
| 17:00           | 86' Mikołaj Rakowski · 90' Patryk Uliński | (0:2) | 24' (k.) Błażej Danielczak · 27' Marcin Golniewicz · 58' Dawid Jędryczka · 90' Igor Ćwikliński |  |

#### Finał
| 28 czerwca 2025 | Olimpia Koło | 0:1 | Kania Gostyń |  |
| 17:00           |              |     |              |  |

## Grupa XVI (zachodniopomorska)

### Drużyny
| Uczestnicy poprzedniej edycji                                                                                 | Uczestnicy poprzedniej edycji | Uczestnicy poprzedniej edycji | Uczestnicy poprzedniej edycji |
| --- | ----------------------------- | ----------------------------- | ----------------------------- |
| GWK | Gwardia Koszalin              | 2                             |                               |
| BAK | Bałtyk Koszalin               | 3                             |                               |
| STA | Kluczevia Stargard            | 4                             |                               |
| BSĄ | Biali Sądów                   | 5                             |                               |
| GOL | Ina Goleniów                  | 6                             |                               |
| ISM | Iskierka Śmierdnica           | 7                             |                               |
| BŁ2 | Błękitni II Stargard          | 8                             |                               |
| KO2 | Kotwica II Kołobrzeg          | 93                            |                               |
| GOS | Olimp Gościno                 | 10                            |                               |
| DDA | Darłovia Darłowo              | 11                            |                               |
| MBO | Mechanik Bobolice             | 12                            |                               |
| SZC | MKP Szczecinek                | 13                            |                               |
| CHP | Chemik Police                 | 141                           |                               |
| OWA | Orzeł Wałcz                   | 152                           |                               |
| Awans z klasy okręgowej 2023/2024                                                                             |                               |                               |                               |
| grupa zachodniopomorska I                                                                                     |                               |                               |                               |
| SPG | Sparta Gryfice                | 1                             |                               |
| grupa zachodniopomorska II                                                                                    |                               |                               |                               |
| DĄB | Dąb Dębno                     | 1                             |                               |
| grupa zachodniopomorska III                                                                                   |                               |                               |                               |
| LEM | Leśnik Manowo                 | 1                             |                               |
| grupa zachodniopomorska IV                                                                                    |                               |                               |                               |
| GAV | Gavia Choszczno               | 1                             |                               |
| Oznaczenia: - kolumna pierwsza – skróty nazw drużyn, - kolumna trzecia – miejsce zajęte w poprzednim sezonie. |                               |                               |                               |

Objaśnienia:
1. Chemik Police wygrał baraże o utrzymanie w IV lidze z Gryfem Kamień Pomorski.
2. Orzeł Wałcz wygrał baraże o utrzymanie w IV lidze z Iną Ińsko.
3. Perła Dygowo połączyła się z Kotwicą Kołobrzeg, w związku z czym zmieniła nazwę na Kotwica II Kołobrzeg[23].

### Tabela
| Lp. | Drużyna                    | M  | Z  | R | P  | Bramki | Bramki | Różn. | Pkt | Uwagi                                                       | Bezpośrednio |
| --- | -------------------------- | -- | -- | - | -- | ------ | ------ | ----- | --- | ----------------------------------------------------------- | ------------ |
| 1   | Kluczevia Stargard (M) (A) | 34 | 30 | 2 | 2  | 131    | 24     | +107  | 92  | Awans do III ligi                                           |              |
| 2   | Biali Sądów (B)            | 34 | 23 | 9 | 2  | 78     | 28     | +50   | 78  | Baraże o III ligę                                           |              |
| 3   | Bałtyk Koszalin            | 34 | 25 | 2 | 7  | 86     | 38     | +48   | 77  |                                                             |              |
| 4   | Iskierka Śmierdnica        | 34 | 20 | 5 | 9  | 88     | 47     | +41   | 65  |                                                             |              |
| 5   | Dąb Dębno                  | 34 | 17 | 9 | 8  | 70     | 46     | +24   | 60  |                                                             |              |
| 6   | Gwardia Koszalin           | 34 | 17 | 4 | 13 | 65     | 38     | +27   | 55  |                                                             |              |
| 7   | Błękitni II Stargard       | 34 | 15 | 7 | 12 | 72     | 68     | +4    | 52  |                                                             |              |
| 8   | Ina Goleniów               | 34 | 15 | 4 | 15 | 67     | 71     | −4    | 49  | GOL – SPG 3:0 SPG – GOL 2:2                                 |              |
| 9   | Sparta Gryfice             | 34 | 15 | 4 | 15 | 69     | 75     | −6    | 49  | GOL – SPG 3:0 SPG – GOL 2:2                                 |              |
| 10  | MKP Szczecinek             | 34 | 12 | 7 | 15 | 53     | 66     | −13   | 43  |                                                             |              |
| 11  | Mechanik Bobolice          | 34 | 12 | 3 | 19 | 67     | 89     | −22   | 39  | MBO: 6 pkt, różn. 0 CHP: 5 pkt, różn. 0 OWA: 5 pkt, różn. 0 |              |
| 12  | Chemik Police              | 34 | 11 | 6 | 17 | 68     | 70     | −2    | 39  | MBO: 6 pkt, różn. 0 CHP: 5 pkt, różn. 0 OWA: 5 pkt, różn. 0 |              |
| 13  | Orzeł Wałcz                | 34 | 11 | 6 | 17 | 63     | 81     | −18   | 39  | MBO: 6 pkt, różn. 0 CHP: 5 pkt, różn. 0 OWA: 5 pkt, różn. 0 |              |
| 14  | Gavia Choszczno            | 34 | 11 | 4 | 19 | 55     | 87     | −32   | 37  |                                                             |              |
| 15  | Darłovia Darłowo (B)       | 34 | 10 | 4 | 20 | 43     | 62     | −19   | 34  | Baraże o utrzymanie                                         |              |
| 16  | Olimp Gościno (S)          | 34 | 10 | 1 | 23 | 60     | 97     | −37   | 31  | Spadek do klasy okręgowej                                   |              |
| 17  | Leśnik Manowo (S)          | 34 | 8  | 4 | 22 | 41     | 80     | −39   | 28  | Spadek do klasy okręgowej                                   |              |
| 18  | Kotwica II Kołobrzeg (S)   | 34 | 2  | 3 | 29 | 24     | 133    | −109  | 9   | Spadek do klasy okręgowej                                   |              |

### Baraże o utrzymanie
W barażach o utrzymanie uczestniczyły drużyna z miejsca 15. z IV ligi oraz wicemistrzowie wszystkich grup klasy okręgowej. Zwycięzca barażu uzyskał prawo do gry w IV lidze w następnym sezonie.

#### I runda
| 21 czerwca 2025 | CRS Barlinek | 2:0 | Wieża Postomino |  |
| 15:00           |              |     |                 |  |

| 21 czerwca 2025 | Stal Szczecin | 3:1 | Rega Trzebiatów |  |
| 17:00           |               |     |                 |  |

#### II runda
| 25 czerwca 2025 | CRS Barlinek | 1:2 | Stal Szczecin |  |
| 17:00           |              |     |               |  |

#### Finał
| 28 czerwca 2025 | Stal Szczecin | 0:1 | Darłovia Darłowo |  |
| 13:00           |               |     |                  |  |

## Baraże o awans do III ligi
W sezonie 2024/2025 wprowadzono dwustopniowe baraże o awans do III ligi. Są one rozdzielone geograficznie (grupy III ligi). Zwycięzcy uzyskają prawo do gry w III lidze w następnym sezonie.

### Makroregion I
Źródło:

#### Półfinały
| 18 czerwca 2025 | Start Nidzica               | 2:4 (pd.)  | Olimpia Zambrów                                                                                           |  |
| 17:00           | 25', 49' (k.) Szymon Masiak | (1:1, 2:2) | 6' Łukasz Trąbka · 55' (k.) Przemysław Jastrzębski · 105' (sam.) Adrian Zasadzki · 120' Jakub Adrianowski |  |

| 18 czerwca 2025 | Ząbkovia Ząbki                                                              | 4:0   | RKS Radomsko |  |
| 19:00           | 5' (k.), 47' Mateusz Augustyniak · 11' Oskar Wojtysiak · 18' Bartosz Lelito | (3:0) |              |  |

#### Finał
| 21 czerwca 2025 | Olimpia Zambrów | 0:5   | Ząbkovia Ząbki                                                                                   |  |
| 17:00           |                 | (0:3) | 7' Mateusz Mazur · 14' Paweł Czułowski · 44' Rafał Mazurczak · 59' (k.), 78' Mateusz Augustyniak |  |

### Makroregion II
Źródło:

#### Półfinały
| 21 czerwca 2025 | Pogoń Mogilno           | 1:2   | Grom Nowy Staw                                 |  |
| 17:00           | 23' Przemysław Kędziora | (1:0) | 69' (k.) Mateusz Borowski · 75' Norbert Hołtyn |  |

| 21 czerwca 2025 | Victoria Września                                                                            | 6:3   | Biali Sądów                                                  |  |
| 17:00           | 17' (k.), 90' Mikołaj Jankowski · 24', 29', 56' Mikołaj Witkowski · 45' Arkadiusz Wolniewicz | (4:0) | 54' Alan Kosiński · 63' Illa Sobol · 85' (k.) Dmytro Kopytow |  |

#### Finał
| 25 czerwca 2025 | Grom Nowy Staw                             | 2:4 (pd.)  | Victoria Września                                                                                    |  |
| 17:00           | 31' Fabian Urbański · 90' Mateusz Borowski | (1:1, 2:2) | 24' Arkadiusz Wolniewicz · 81' (k.) Mikołaj Jankowski · 101' Kamil Kanior · 105' Maciej Szczublewski |  |

### Makroregion III
Źródło:

#### Półfinały
| 14 czerwca 2025 | Polonia Nysa      | 1:0   | Syrena Zbąszynek |  |
| 17:00           | 68' Maciej Pisula | (0:0) |                  |  |

| 14 czerwca 2025 | Barycz Sułów                                                                                    | 4:0   | Raków II Częstochowa |  |
| 18:00           | 35' Maciej Tomaszewski · 40' Marcin Wdowiak · 56' Mateusz Stempin · 77' (k.) Łukasz Bogusławski | (2:0) |                      |  |

#### Finał
| 18 czerwca 2025 | Barycz Sułów | 0:1   | Polonia Nysa     |  |
| 18:00           |              | (0:1) | 4' Maciej Pisula |  |

### Makroregion IV
Źródło:

#### Półfinały
| 19 czerwca 2025 | Naprzód Jędrzejów         | 1:0   | Lublinianka Lublin |  |
| 17:00           | 76' (k.) Mateusz Rejowski | (0:0) |                    |  |

| 19 czerwca 2025 | Glinik Gorlice                                | 2:1   | JKS Jarosław             |  |
| 17:00           | 14' Damian Śliwa · 63' (sam.) Sebastian Kocój | (1:0) | 81' (k.) Wojciech Reiman |  |

#### Finał
| 22 czerwca 2025 | Naprzód Jędrzejów                                                | 4:3 (pd.)  | Glinik Gorlice                            |  |
| 17:00           | 60', 99' Kacper Durda · 90' Łukasz Kowalski · 114' Bartosz Papka | (0:1, 2:2) | 14', 74' Damian Śliwa · 109' Konrad Grela |  |